# 塔內那 (阿拉斯加州)
塔內那（英語：Tanaina）是位於美國阿拉斯加州馬塔努斯卡-蘇西特納自治市鎮的一個人口普查指定地區。根據2010年美國人口普查，該地人口為8197人，而該地的面積約為71.30平方千米。

## 地理
塔內那的座標為61°37′27″N 149°25′28″W / 61.62417°N 149.42444°W，而該地的平均海拔高度為152米（即499英尺）。